# Roedderite
La roedderite (simbolo IMA: Rdr) è un minerale e un ciclosilicato molto raro del gruppo della milarite all'interno della classe minerale dei "silicati e germanati" con la composizione chimica idealizzata KNaMg5Si12O30 e quindi chimicamente un silicato di potassio-sodio-magnesio.

## Etimologia e storia
Edwin Woods Roedder (1919-2006) è stato il primo a descrivere un composto con la formula K2Mg5Si12O30 nel 1951 durante l'indagine sistematica dei composti nel sistema K2O-MgO-SiO2. L'analogo del sodio Na2Mg5Si12O30 è stato sintetizzato tre anni dopo.
Il minerale roedderite è stato scoperto nel 1966 nel meteorite "Indarch", una condrite enstatitica caduta il 7 aprile 1891 vicino a Şuşa, in Azerbaigian. Il nuovo minerale prende il nome da Edwin Woods Roedder. Tuttavia, non è noto un luogo di stoccaggio per il campione tipo del minerale.
La prima presenza terrestre di roedderite, xenoliti ricche di silicati in un basalto proveniente dall'area vulcanica di Laach nell'Eifel, è stata descritta nel 1977.

## Classificazione
Già nell'obsoleta 8ª edizione della sistematica minerale secondo Strunz, la roedderite apparteneva alla classe minerale dei "silicati e germanati" e quindi alla sottoclasse dei "ciclosilicati" (con sei doppi anelli [Si12O30]12−), dove insieme ad armenite, merrihueite, milarite, osumilite, sogdianite e yagiite con le quali formava il "gruppo della milarite" con il sistema nº VIII/C.10.
Nella Sistematica dei lapis (Lapis-Systematik) secondo Stefan Weiß, che si basa ancora su questa vecchia edizione di Strunz per considerazione verso i collezionisti privati e le collezioni istituzionali, al minerale è stato assegnato il sistema e al minerale nº VIII/E.22-40; in questa Sistematica ciò corrisponde anche alla sottoclasse dei "ciclosilicati", dove la roedderite insieme ad agakhanovite-(Y), almarudite, armenite, berezanskite, brannockite, chayesite, darapiosite, dusmatovite, eifelite, emeleusite, faizievite, friedrichbeckeite, klöchite, lipuite, merrihueite, milarite, oftedalite, osumilite, osumilite-(Mg), poudretteite, shibkovite, sogdianite, sugilite, trattnerite, yagiite e yakovenchukite-(Y) forma il "gruppo della milarite-osumilite" (VIII/E.22) con la struttura di doppi anelli esagonali [Si12O30]12-.
La 9ª edizione della sistematica minerale di Strunz, valida dal 2001 e aggiornata dall'Associazione Mineralogica Internazionale (IMA) fino al 2024, classifica anche la roedderite nella categoria "9.C Ciclosilicati"; questa è ulteriormente suddivisa in base alla struttura degli anelli, in modo che il minerale possa essere trovato nella suddivisione "9.CM [Si6O18]12- anelli doppi con 6 membri (sei doppi anelli)" in base alla sua struttura, dove, insieme ad almarudite, berezanskite, brannockite, chayesite, darapiozite, dusmatovite, eifelite, friedrichbeckeite, klöchite, merrihueite, oftedalite, osumilite-(Mg), poudretteite, shibkovite, sogdianite, sugilite, trattnerite, yagiite, armenite, milarite e osumilite con il sistema nº 9.CM.05.
Anche la classificazione dei minerali secondo Dana, che viene utilizzata principalmente nel mondo anglosassone, classifica la roedderite nella classe dei "silicati e germanati" e lì nella già più finemente suddivisa sottoclasse dei "ciclosilicati: anelli condensati". Qui è nel "gruppo della milarite-osumilite" con il sistema nº 63.02.01a all'interno della sottosezione "Ciclosilicati: anelli condensati a 6 membri".

## Chimica
La roedderite è l'analogo del magnesio (Mg2+) della merrihueite e forma una serie di cristalli misti senza interruzioni con merrihueite, eifelite e chayesite in base alle seguenti reazioni di scambio:
- {\displaystyle \mathrm {^{[A,T2]}Mg^{2+}=\,^{[A,T2]}Fe^{2+}} \,\,\,}(merrihueite)
- {\displaystyle \mathrm {^{[B]}\Box \,+\,^{A}Mg^{2+}=^{[B]}Na^{+}} \,+\,^{[A]}Na^{+}\,\,\,}(eifelite)
- {\displaystyle \mathrm {^{[B]}Na\,+\,^{[T2]}Mg^{2+}=^{[B]}\Box \,+\,^{[T2]}Fe^{3+}} \,\,\,}(chayesite)

La composizione misurata dalla località tipo è:
{\displaystyle \mathrm {^{[C,B]}(K_{1,30}Na_{0,69})^{[A,T2]}(Mg_{4,86}Fe_{0,27}^{2+})^{[T1]}[Si_{11,88}Al_{0,07}O_{30}]} }
con le posizioni nella struttura cristallina indicate tra parentesi quadre.

## Abito cristallino
La roedderite cristallizza nel sistema esagonale nel gruppo spaziale P62c (gruppo nº 190) con i parametri del reticolo a = 10,141 Å e c = 14,286 Å così come due unità di formula per cella unitaria.
La posizione T1 è suddivisa in due sottoposizioni T1 e T11, che costituiscono i doppi anelli a 6 pieghe ed entrambe sono completamente occupate da silicio (Si4+); la posizione {\displaystyle {\ce {C}}} coordinata 12 volte è completamente occupata da potassio e un po' di sodio. La posizione {\displaystyle {\ce {B}}} coordinata a 9 posizioni è divisa in due posizioni e contiene sodio, che è installato quasi completamente in modo ordinato sulla posizione B1, che è quindi occupata a metà. La posizione B2 è quasi vuota. Infine la posizione T2 e la posizione A sono completamente occupate da magnesio e piccole quantità di ferro.

## Origine e giacitura
La roedderite si forma a temperature molto elevate, intorno ai 900-1000 °C e a bassa pressione. In condizioni di ossigeno estremamente basso, come nei meteoriti, il ferro è presente solo in forma metallica e la roedderite quasi priva di ferro può formarsi anche in ambienti ricchi di ferro.
In condizioni ossidanti, come in molte vulcaniti, il ferro è presente come Fe3+ e in ambienti ricchi di ferro si formano cristalli misti di roedderite-chayesite. La roedderite pura si forma quindi solo in ambienti privi di ferro, come alcuni xenoliti nei magmi basaltici dei vulcani dell'Eifel (in Germania).

## Studi e analisi
Solo la stabilità della K-roedderite sintetica priva di sodio (K2Mg5Si12O30) è stata studiata sperimentalmente. In presenza di acqua il suo campo di stabilità è limitato alle alte temperature a bassa pressione. A temperature inferiori con parametri compresi tra 595 °C/1 kbar e 820 °C/6,5 kbar, la K-roedderite viene estratta nella mica (KMg2,5Si4O10(OH)2) e quarzo. A temperature superiori a una linea compresa tra 820 °C/6,5 kbar e circa 1100 °C/1 kbar, la roedderite fonde in modo incongruente in forsterite.
Se la composizione della roccia si discosta dalla composizione della roedderite, il suo campo di stabilità si riduce. La K-richterite, ad esempio, è stabile fino a 1000 °C e si decompone a una pressione inferiore a 150 bar in K-roedderite, silicato di potassio-magnesio, forsterite e diopside. A pressioni più elevate, la roedderite non si rileva più.
In ambienti anidri, la K-roedderite è stabile anche a 35 kbar. Poiché non possono formarsi composti contenenti acqua come la mica o la richterite, la K-roedderite si verifica a temperature più basse. Anche le reazioni di fusione si spostano a temperature più elevate.

### Nelle meteoriti
La roedderite si trova nelle inclusioni silicatiche di meteoriti condritiche, meteoriti di ferro e nelle aubriti.
Nel "meteorite Kaidun", caduto il 3 dicembre 1980 a sud di Budah, nel governatorato di Hadramawt (Yemen), la roedderite si trova in inclusioni di silicati insieme a silice (SiO2), vetro con composizione albitica, enstatite e disolfuro di sodio (Na2S2).

### Enstatite - Condrite
Nella sua località tipo, il meteorite di Indarch, una condrite enstatitica della classe EH4, la roedderite si trova insieme a enstatite, clinoenstatite, albite, tridimite, troilite, schreibersite, oldhamite e carbonio amorfo.
Nella condrite di "Quingzhen EH3", la roedderite con SiO2 e albite si trova nelle inclusioni di silicati nella camacite, negli aggregati di troilite-oldhamite, nelle vene di troilite, camacite, perryite e schreibersite, e come valli cristalline allungate nella niningerite, preferibilmente a contatto con la troilite.
Nel meteorite "Mezö-Madaras" (Mădăraș, Distretto di Mureș in Transilvania, Romania), un meteorite-condrite di tipo L3 non equalizzato, roedderite e merrihuetite sono state trovate come inclusioni nell'enstatite. Altri minerali associati includono troilite e biossido di silicio (SiO2).
Nella condrite "L3.5 ALHA-77011", la roedderite ferruginosa si trova insieme all'enstatite e alla troilite. Nella condrite "LL3.7 ALHA-77278", la roedderite è associata a pirosseno, biossido di silicio, olivina e troilite.

### Aubrite
Nel meteorite di" Bustee" (rinvenuto a Gorakhpur, Uttar Pradesh in India), la roedderite si trova insieme alla forsterite e al diopside.
Nell'aubrite di Peña Blanca Spring, cristalli di roedderite da uno a due millimetri sono circondati e parzialmente sostituiti da diopside, albite ed enstatite.
Nel meteorite aubritico "Yamato-793592" proveniente dall'Antartide, la roedderite è stata trovata nella pasta di fondo cristallina fine insieme a enstatite, diopside, forsterite, plagioclasio, biossido di silice, vetro, nichel-ferro, schreibersite, troilite, alabandite, daubréelite, djerfisherite e solfuro di sodio-cromo.
Il meteorite "Khor Temiki", caduto il 18 aprile 1932 vicino a Oleb nel delta del Mareb (Cassala, Sudan), così come i meteoriti antartici di "Lewis Cliff", "Buckley Iceland LEW-87020" e "LEW-87294" contengono anche roedderite.

### Ferro meteoritico
Nel meteorite della Contea di Wichita (Texas, Stati Uniti) la roedderite si trova nelle inclusioni di silicati insieme a forsterite, albite, richterite, whitlockite, grafite e krinovite.
Nel meteorite di ferro "Canion Diabolo", la roedderite si trova insieme a cosmocloro, richterite, cromite, sfalerite, troilite, grafite e krinovite.
Nel meteorite di ferro di San Cristobal, la roedderite è stata rilevata insieme a olivina, ortopirosseno, plagioclasio e fosfati in inclusioni di silicati.

### Nelle comete
Il materiale della cometa 81P/Wild, che è stato portato sulla Terra dalla sonda Stardust, conteneva roedderite insieme a melilite, anortite, corindone e osbornite. Questi minerali sono tipici dei meteoriti condritici e si formano nella nebulosa solare interna, ma sono assenti nella polvere interplanetaria. La loro comparsa nelle comete è considerata un'indicazione di un mescolamento su larga scala della nebulosa solare.
Nel 2014, micrometeoriti porosi e condritiche sono stati recuperati dalla neve e dal ghiaccio dell'Antartide, simili a campioni di particelle di polvere interplanetaria raccolte da aerei nella stratosfera. Queste particelle di polvere rappresentano il materiale più primordiale del periodo di formazione del nostro sistema solare e contenevano enstatite e cosmocloro, oltre alla roedderite.

### Metamorfismo di contatto pelitico
La roedderite si forma durante il metamorfismo di contatto di xenoliti poveri di alluminio e ferro da parte dei magmi basaltici e si deposita direttamente da una fase gassosa ricca di alcali, silicio e magnesio. Questo tipo include siti dell'Eifel, in Germania, nel Burgenland, in Austria, e alcuni vulcani in Alvernia, in Francia.
Presso lo Stradner Kogel vicino a Wilhelmsdorf (Stiria orientale), la roedderite si trova in cavità di xenoliti insieme ad anfibolo, enstatite, egirina e tridimite.

## Forma in cui si presenta in natura
La roedderite sviluppa cristalli cristallini da incolori a blu, da piatti a prismatici, di dimensioni per lo più inferiori a un millimetro.